# Уплотнительное кольцо

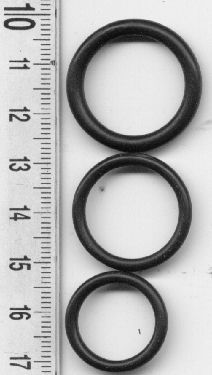
Различные размеры О-рингов

Уплотни́тельное кольцо́ круглого сечения (О-ринг, O-ring) — элемент уплотнительного устройства торообразной формы. Используется в гидравлических, топливных, смазочных и пневматических устройствах, а именно в регуляторах, клапанах и в других подвижных и неподвижных соединениях.
Уплотнительные кольца необходимы для поддержания герметичности, в том числе для защиты от попадания газообразной или жидкой среды внутрь. Могут быть изготовлены из разных видов резины, термопласта, неопрена и других материалов.
Чаще всего являются одноразовыми — производители настоятельно не рекомендуют использовать их повторно после разборки узла.
Уплотнительные кольца применялись в соединенениях секций боковых ускорителей космических кораблей системы «Спейс шаттл». Их выпускала компания «Thiokol». В условиях низких температур такие кольца теряли эластичность и затвердевали, не обеспечивая герметичность стыка, да и вообще само по себе применение такого соединения имело конструктивные недостатки. Именно это послужило причиной катастрофы космического челнока «Челленджер».